# Currant Mountain Wilderness
Die Currant Mountain Wilderness ist ein Naturschutzgebiet vom Typ eines Wilderness Area im Nye County und White Pine County des US-Bundesstaates Nevada. Das Gebiet befindet sich in der White Pine Range und umfasst eine Fläche von rund 191,6 km². Es trägt den Namen des mit 3505 m höchsten Gipfels der Bergkette, dem Currant Mountain, an dem auch das Quellgebiet für den White Pine River liegt. Weitere markante Gipfel sind der Duckwater mit 3413 m und der 3097 m hohe White Pine Peak.

## Beschreibung
Das Schutzgebiet wurde 1989 im Rahmen des Nevada Wilderness Protection Act of 1989 vom Kongress der Vereinigten Staaten als Currant Mountain Wilderness eingerichtet. Gleichzeitig wurden 13 weitere Wilderness Areas in Nevada mit einer Gesamtfläche von 2966 km² ausgewiesen. Zwei davon liegen in unmittelbarer Nachbarschaft, die White Pine Range Wilderness grenzt im Norden jenseits einer Straße, die Red Mountain Wilderness im Osten an das Schutzgebiet.
Als Wilderness Area wurde keinerlei touristische oder andere Infrastruktur angelegt, es gibt keine Straßen, es werden jedoch Wanderwege unterhalten.
Das Areal gehört zum Nationalforstgebiet Humboldt-Toiyabe National Forest und wird durch den US Forest Service verwaltet. Bedingt durch die Kalkfelsen gibt es wenig Oberflächenwasser. Die 3,2 km² White Pine Research Natural Area liegt vollständig innerhalb der Currant Mountain Wilderness. Die Höhendistanz reicht von 1890 m in den tieferen Lagen bis zum Gipfel des Currant Mountain mit 3505 m.

## Flora und Fauna
In den tieferen Lagen wachsen die Gräser und Pflanzen der Wüsten-Beifuß-Steppen mit Pinyon-Kiefern-Wacholder-Strauchgesellschaften. In höheren Lagen haben Kolorado-Tanne, Biegsame Kiefer, Grannen-Kiefer und Langlebige Kiefer ihre Standorte.
Sowohl Federwild als auch Dickhornschafe und Wapitis halten sich in den nördlichen Bereichen auf. Maultierhirsche und Greifvögel bevorzugen die südlichen Bereiche. Weiterhin gibt es auch kleinere Säugetiere wie den Felsen-Chipmunk und mehrere Fledermausarten wie Myotis volans und Myotis evotis. Verschiedene Vogelarten wie Ponderosa-Zwergohreule, Breitschwanzkolibri, Grundammer, Rotbürzel-Waldsänger und Trauer-Waldsänger, Nacktschnabelhäher und Gebirgsmeise bevölkern den Luftraum des Wildnisgebietes.
Zu den erlaubten Nutzungen gehören Naturbeobachtungen, Trekking und Klettern und die Jagd, jedoch keine Nutzung motorisierter und mechanischer Transport- oder Hilfsmittel.